# 印度洋副緋鯉
印度洋副緋鯉為輻鰭魚綱鱸形目鱸亞目鬚鯛科的其中一種，分布於西印度洋的Saya de Malha 岸堤，棲息深度92-148公尺，體長可達19.8公分，為底棲性魚類，屬肉食性。